# つる割病
つる割病（つるわれびょう）とは、植物の病害の一種。フザリウム属の病原菌の寄生によって発生するフザリウム病のうち、フザリウム・オキシスポラムがウリ科野菜やサツマイモに寄生して現れたものを指す。

## フザリウム病
F. oxysporumの寄生によって生じる導管病やF. solaniの寄生によって生じる根腐病を総称して「フザリウム病」といい、それぞれの作物に現れる症状に応じて病名が付けられており、ウリ科野菜やサツマイモに現れるものを「つる割病」という。
野菜のフザリウム病はそれぞれの作物に現れる症状に応じて病名が付けられており、アブラナ科野菜やイチゴでは萎黄病、トマトやジャガイモなどでは萎ちょう病、ナスでは半枯病などと呼ばれている。
ウリ科野菜の「つる割病」の名はスイカつる割病の特徴をもとにしている。ユウガオつる割病は1933年当初は「フザリュウム病」と命名された後、1970年代に「ユウガオ萎ちょう病」と称されることもあり混乱していたが、和名を整理統一するためウリ科であることを考慮して「ユウガオつる割病」に改名された。
なお、糸状菌のバーティシリウム・ダーリエ（Verticillium dahliae）でも萎凋性病害が引き起こされ、こちらは一般的に半身萎凋病と呼ばれるが、同菌が引き起こすものにもかかわらずハクサイ黄化病やイチゴ萎凋病などのように「半身萎凋病」と名付けられていないものもある。

### ウリ類つる割病
スイカ、キュウリ、ユウガオなどのウリ科植物に発生するものを「ウリ類つる割病」という。「つる割病」の名はスイカつる割病の特徴をもとに名付けられており、キュウリつる割病ではつる割れ症状は少ないなど違いがある。
キュウリつる割病
キュウリつる割病菌（Fusarium oxysporum Schlechtendahl f.sp.cucumerium Owen）によってキュウリに生じるつる割病。最初は株全体の勢いがなくなり昼間にしおれるようになり、下葉から黄化していく。
ユウガオつる割病
ユウガオつる割病菌（Fusarium oxysporum Schlechtendahl f.sp. lagenariae MATSUO et YAMAMOTO）によってユウガオに生じるつる割病。

### サツマイモつる割病
サツマイモつる割病菌（Fusarium oxysporum f.sp. batatas）によってサツマイモに生じるつる割病。初期では下葉から黄化がみられるようになり落葉しやすくなる。進行すると茎が地際部から縦に裂けるつる割れ症状を起こす。

## 備考
- F. oxysporumがバナナに寄生するのがパナマ病である[8]。20世紀中盤に、当時のバナナの主流であったグロス・ミチェルの多くがパナマ病に感染し商業栽培を壊滅状態にした事例が有名である。グロスミッチェルに代わり主流となったキャベンディッシュ種にも、2015年ごろから新パナマ病（Tropical Race 4、略称：TR4）が世界的に蔓延し、食卓からバナナが消えることが危惧されている[9][10][11]。
- ブドウの果実が黒変して腐敗する症状については、Phomopsis viticolaによる「つる割病」の一種と考えられていたが、Xylophilus ampelinusが原因であることが判明しており「ブドウつる割細菌病」と名付けられている[12]。